# Suctobelbella biangulata
Suctobelbella biangulata är en kvalsterart som beskrevs av Hammer 1979. Suctobelbella biangulata ingår i släktet Suctobelbella och familjen Suctobelbidae. Inga underarter finns listade i Catalogue of Life.